# Eastern Daylight Time
Eastern Daylight Time of EDT is de term voor zomertijd in de volgende gebieden:
- oostkust van Noord-Amerika, gelijk aan Eastern Standard Time plus 1 uur, ofwel UTC−4;
- delen van oostelijk Australië (ook AEDT), UTC+11 uur.